# فهرست سفیران ایران در مالزی
روابط سیاسی ایران و مالزی از ۱۳۴۵ برقرار گردید و سفیر ایران در تایلند در کشور مالزی آکرودیته گردید. سفارت ایران در مالزی در ۱۳۶۱ گشوده شد.
- محمدصادق آیت‌اللهی (۱۳۶۱ - ؟)
- محمدرضا مرشدزاده (۱۳۶۶ - ۱۳۷۰)
- حسین فریدون (۱۳۶۸ - ۱۳۷۶)
- قاسم محب‌علی (۱۳۷۹ - ۱۳۸۳)
- امیرحسین زمانی‌نیا (؟ - ۱۳۸۴)
- مهدی خندق‌آبادی (۱۳۸۴ - ۱۳۸۸)
- محمدمهدی زاهدی (۱۳۸۸ - ۱۳۹۱)
- محمدجلال فیروزنیا (۲۴ آذر ۱۳۹۱ تا آبان ۱۳۹۳)
- مجید صفار (سرپرست) (آبان ۱۳۹۳ تا آذر ۱۳۹۴)
- مرضیه افخم (آذر ۱۳۹۴ تا آبان ۱۳۹۸)
- علی‌اصغر محمدی (۱۳۹۹ تا ۱۴۰۲)
- ولی‌الله محمدی نصرآبادی ۱۴۰۲ تا اکنون